# Лук ароидный
Лук ароидный (лат. Allium aroides) — многолетнее травянистое растение, вид рода Лук (Allium) семейства Луковые (Alliaceae).

## Распространение и экология
В природе ареал вида охватывает западные районы Памиро-Алая. Эндемик.
Произрастает на каменистых и мелкоземных склонах в нижнем поясе гор.

## Ботаническое описание
Луковица яйцевидная, диаметром 1—2 см; наружные оболочки серовато-буроватые, раскалывающиеся, бумагообразные. Луковичка одиночная, крупную, блестящая, желтоватая. Стебель высотой около 20 см, короче листьев.
Листья в числе двух, линейные, шириной 0,5—1 см, по краю и снизу по жилкам шероховатые, ко времени цветения увядающие.
Чехол немного короче или равен зонтику. Зонтик шаровидный или полушаровидный, рыхлый, сравнительно многоцветковый. Цветоножки в три—пять раз длиннее околоцветника, почти равные, при основании без прицветников. Листочки звёздчатого околоцветника зеленоватые, с грязно-пурпурной или грязно-зелёной жилкой, линейно-продолговатые, тупые, позднее вниз отогнутые, скрученные, длиной около 4 мм. Нити тычинок едва короче листочков околоцветника, при основании между собой и с околоцветником сросшиеся, выше между собой спаянные в кольцо, шиловидные. Завязь почти сидячая, с 6—7 семяпочками.

## Таксономия
Вид Лук ароидный входит в род Лук (Allium) семейства Луковые (Alliaceae) порядка Спаржецветные (Asparagales).
|  |                                      |  |                                                             |                                                             |                   |  | ещё 24 семейства (согласно Системе APG II) | ещё 24 семейства (согласно Системе APG II) |                     |  |  |  | ещё более 870 видов |
|  |                                      |  |                                                             |                                                             |                   |  | ещё 24 семейства (согласно Системе APG II) | ещё 24 семейства (согласно Системе APG II) |                     |  |  |  | ещё более 870 видов |
|  |                                      |  |                                                             | порядок Спаржецветные                                       |                   |  |                                            |                                            | род Лук             |  |  |  |                     |
|  |                                      |  |                                                             | порядок Спаржецветные                                       |                   |  |                                            |                                            | род Лук             |  |  |  |                     |
|  | отдел Цветковые, или Покрытосеменные |  |                                                             |                                                             | семейство Луковые |  |                                            |                                            | вид Лук ароидный    |  |  |  |                     |
|  | отдел Цветковые, или Покрытосеменные |  |                                                             |                                                             | семейство Луковые |  |                                            |                                            |                     |  |  |  |                     |
|  |                                      |  | ещё 44 порядка цветковых растений (согласно Системе APG II) | ещё 44 порядка цветковых растений (согласно Системе APG II) |                   |  |                                            | ещё около 300 родов                        | ещё около 300 родов |  |  |  |                     |
|  |                                      |  |                                                             | ещё 44 порядка цветковых растений (согласно Системе APG II) |                   |  |                                            |                                            | ещё около 300 родов |  |  |  |                     |